# 峯村淳二
峯村 淳二（みねむら じゅんじ、本名同じ、1972年7月30日 - ）はトライベッカ所属の俳優。大阪府出身。法政大学卒業。身長176cm・体重58kg。趣味はボクシング・野球。

## 主な出演作品

### 舞台
- たった今、三本木雷子参上
- 悲しき天使

### ドラマ
- 美女か野獣
- スペシャルドラマ夢をかなえるゾウ(男の成功篇)（2008年10月2日 日本テレビ/読売テレビ)
- ストロベリーナイト（2010年11月13日、フジテレビ）
- NHKスペシャル 未解決事件 file.01「グリコ・森永事件」（2011年7月29、30日、NHK） - 特殊班捜査員・藤田役
- 土曜ドラマスペシャル「神様の女房」 第2話（2011年10月8日、NHK） - 建築設計技師役

### 映画
- いらっしゃいませ、患者さま
- メゾン・ド・ヒミコ
- 花田少年史
- ベルナのしっぽ

### その他
- （WEB）うさぎのもちつき
- （ビデオ）スプラッシュ!!